# Young Place (Nuevo México)
Young Place es un lugar designado por el censo ubicado en el condado de San Juan en el estado estadounidense de Nuevo México. En el Censo de 2010 tenía una población de 187 habitantes y una densidad poblacional de 42,35 personas por km².

## Geografía
Young Place se encuentra ubicado en las coordenadas 36°59′36″N 107°29′35″O / 36.99333, -107.49306. Según la Oficina del Censo de los Estados Unidos, Young Place tiene una superficie total de 4.42 km², de la cual 4.42 km² corresponden a tierra firme y (0%) 0 km² es agua.

## Demografía
Según el censo de 2010, había 187 personas residiendo en Young Place. La densidad de población era de 42,35 hab./km². De los 187 habitantes, Young Place estaba compuesto por el 71.12% blancos, el 0% eran afroamericanos, el 8.56% eran amerindios, el 1.07% eran asiáticos, el 0% eran isleños del Pacífico, el 14.97% eran de otras razas y el 4.28% pertenecían a dos o más razas. Del total de la población el 32.62% eran hispanos o latinos de cualquier raza.